# Martin Trost
Martin Trost auch: Trostius (* 11. November 1588 in Höxter; † 8. April 1636 in Wittenberg) war ein deutscher Orientalist.

## Leben
Trost war der Sohn des Rektors und späteren Pfarrers Johann Trost († 1623). Er besuchte die Schule seiner Heimatstadt. Am 4. November 1609 immatrikulierte er sich an der Universität Wittenberg, um ein Studium der Theologie zu absolvieren. Hier begeisterte ihn vor allem Laurentius Fabricius für die orientalischen Sprachen. Nach seinem Studium wurde er Lehrer der orientalischen Sprachen des Gymnasiums in Köthen. Hier heiratete er Anna Sophia, die Tochter des Syndicus von Salza (Groß-Salza), Conrad Lemmer. 1623 verließ er Köthen um den bedrohten Privatbesitz seiner Schwiegermutter in Calbe (Saale), vor den Unruhen des Dreißigjährigen Krieges zu schützen. Im Oktober 1624 immatrikulierte er sich an der Universität Rostock, um seine Studien fortzusetzen und hielt Privatvorlesungen zur hebräischen Sprache ab. Am 25. April 1625 wechselte er an die Universität Helmstedt und 1626 an die dänische Ritterakademie in Sorø, wo er in gleicher Weise wirkte.
Er hatte auch als Lehrer in Braunschweig gearbeitet und wurde auf Vorschlag seines Lehrers Fabricius durch den sächsischen Kurfürsten Johann Georg I. am 23. Mai 1628 zum außerordentlichen Professor der hebräischen Sprache an die Universität Wittenberg berufen. Mit der Berufung war die Aussicht auf eine ordentliche Professur verbunden und ein Salär von 125 Talern im Jahr. Nachdem er sich am 26. März 1629 den akademischen Grad Magisters der philosophischen Wissenschaften erworben hatte und am 28. April des Jahres sein Lehrer Fabricius verstorben war, wurde er am 16. Juni 1629 als ordentlicher Professor der hebräischen Sprache angestellt. Als solcher beteiligte er sich auch an den organisatorischen Aufgaben der Hochschule und war im Sommersemester 1633 Dekan der philosophischen Fakultät.
Mit Trost hatte die Wittenberger Hochschule einen Lehrer gewonnen, welcher in einer neuen kürzeren und deutlicheren Lehrweise die Facetten der syrischen Sprache und hebräischen Sprache darlegen konnte. Zudem hatte er sich Verdienste durch die Herausgabe seines 1623 in Köthen erschienenen Lexicon Syriacum und seine 1627 in Kopenhagen erschienene Grammatica Ebraea generalis erworben. Sie waren viel verwendete Werke ihrer Zeit und wurden von seinen Schülern Jacob Weller und Andreas Sennert in verbesserten Auflagen weiterverbreitet. Die ständig grassierende Pest im Wittenberg zur Zeit des Dreißigjährigen Krieges erfasste auch sein Wohnhaus. Nach dem Tod seines Sohnes raffte es auch Trost dahin.

## Werke
- Concordantiae Chaldaicae, ex Danielis et Esaiae capitibus Chaldaico idiomate conscriptis collectae. Wittenberg 1617
- Novum domini nostri Jesu Christi testamentum Syriacè. Cum versione Latina ex diversis editionibus diligentissimè recensitum. Accesserunt in fine notationes variantis lectionis, ex quinque impressis editionibus diligenter collectae. Köthen 1621 (Digitalisat)
- Epistola catholica prima Syriace adjuncto è regione charactere Hebraeo, & versione Latinâ. In gratiam Syriacae linguae Tyronum seorsim excusa. Praemittitur alphabetum Syriacum, velut manuductio quaedam ad ejus linguae lectionem faciliorem. Köthen 1621, doi:10.25673/opendata2-10042, Köthen 1632 (Digitalisat), Wittenberg 1652 (Teildigitalisat)
- Lexicon Syriacum, ex inductione omnium exemplorum Novi Testamenti Syriaci adornatum; adjectâ singulorum vocabulorum significatione latinâ & germanicâ, cum indice triplici. Köthen 1623 (Digitalisat)
- Grammatica Ebraea generalis. Kopenhagen 1627 (Digitalisat), Wittenberg 1632 (Digitalisat), Wittenberg 1637 (Digitalisat), Wittenberg 1643 (Digitalisat), Wittenberg 1653 (im Titel universalis statt generalis, Digitalisat), Wittenberg 1663 (Digitalisat); auch in Andreas Sennert: Hypotyposis Harmonica linguarum Orientalium, Chaldaeae, Syrae, Arabicaeque cum matre Ebraea. Wittenberg 1643
- Nobiliorum Syro-Ebraicarum contra Jesuitas imprimis quaestionum. Gormann, Wittenberg 1630 (Digitalisat)
- Depulsio nebularum falsae interpretationis quas Pontificij, ... clarissimis Prot-Evangelii verbis Gen. 3. V. 16 promulgati, ... offundunt. Müller, Wittenberg 1631 (Digitalisat)
- De mutatione punctorum Ebraeorum generali fundamenta quatuor explicata. Wittenberg 1633 (Digitalisat)
- Tabulae in Grammaticam Ebraeam generalem. Schürer, Wittenberg 1637 (Teildigitalisat)